# Rinaldo Pellegrini
Rinaldo Pellegrini (Venezia, 22 luglio 1883 – Padova, 14 aprile 1977) è stato un medico italiano.

## Biografia
Laureatosi in medicina all'Università di Padova nel 1908, si dedicò inizialmente all'anatomia patologica, frequentando il servizio dell'Ospedale di Venezia e gli Istituti Universitari di Torino e Padova. In seguito il suo interesse si orientò alla medicina legale. 
Durante la prima guerra mondiale partecipò al conflitto con il grado di capitano medico, e fu preso prigioniero. Internato nel lager di Celle, divenne il rettore del piccolo ospedale del campo.
Nel 1919 divenne professore di medicina legale all'Università di Parma. Nel 1920 si trasferì all'Università di Cagliari e nel 1921 all'Università degli Studi di Catania. Infine, nel 1926, venne chiamato alla direzione dell'Istituto di medicina legale dell'Università di Padova, incarico che mantenne fino al 1953, quando fu collocato fuori ruolo.
Dal 1943 al 1945 fu preside della facoltà di medicina.
Antifascista, venne anche incarcerato.
Nel 1956 fu nominato professore emerito e nel 1976 Presidente onorario della Società Internazionale di medicina legale.  
Personalità magnetica, grande didatta, dotato di eccezionale cultura e preparazione scientifica, fu autore di oltre 600 pubblicazioni che spaziano in tutti i settori della medicina legale e di 39 opere monografiche tra cui il monumentale Trattato di Medina Legale e delle Assicurazioni edito in 14 volumi.
Nel 1960 fondò la rivista Homo.
Divenne noto all'opinione pubblica per il suo ruolo peritale nel celebre caso Montesi.

## Opere principali
- Manuale di Infortunistica Generale (2 voll.,), 1925
- Trattato di Medina Legale e delle Assicurazioni Sociali (2 voll.,), 1932
- Compendio di Medicina Legale (3 voll., in coll. con A. Loro), 1935; 1944; 1947
- Guida di Medicina Legale (tradotto anche in lingua spagnola nel 1950) , 1944; 1947
- La Pratica Medico-Legale per i Giuristi, 1948
- Lezioni di Antropologia Criminale, 1949
- Trattato di Sessuologia (tradotto anche in lingua spagnola nel 1955) , 1953; 1961; 1967
- Dizionario di Sessuologia, 1954
- Medicina Mutualistica ed Assistenza di Malattia, 1956
- Trattato di Medina Legale e delle Assicurazioni (in 14 volumi pubblicati tra il 1959 e il 1978).